# Shin-Tōmei-Autobahn
Die Shin-Tōmei-Autobahn (jap. 新東名高速道路, Shin Tōmei Kōsokudōro, dt. „Neue Tōmei-Autobahn“) ist eine seit 2012 auf 162 Kilometern teileröffnete Autobahn auf der Hauptinsel Honshū in Japan. Sie verläuft etwa 10 km weiter landeinwärts und parallel zur längeren Tokyo und Nagoya verbindenden Tōmei-Autobahn und soll diese als derzeit wichtigste Ost-West-Autobahn entlasten und bis 2020 auf einer Gesamtlänge von 254 Kilometern fertiggestellt werden. Als Parallele der Tōmei-Autobahn (E1) trägt die Shin-Tōmei-Autobahn die Nummer E1A. Die Autobahn ist mautpflichtig und wird von der Autobahngesellschaft Central Nippon Expressway Co., Ltd. (中日本高速道路株式会社, Naka-Nihon Kōsokudōro Kabushiki Gaisha, kurz NEXCO Naka-Nihon (NEXCO中日本), engl. NEXCO Central Japan) betrieben.

## Planung, Realisierung und Ausbau
Nach der Streckenfestlegung 1987 erstreckten sich die Planungen bis zum Baubeginn im Jahre 1995. Nach 17 Jahren Bauzeit konnte am 14. April 2012 der erste 162 km lange Abschnitt in der Präfektur Shizuoka zwischen Gotemba im Osten und Mikkabi (Stadtbezirk Kita-ku von Hamamatsu) im Westen eröffnet werden. Am 13. Februar 2016 wurde der 55 km lange Abschnitt zwischen der östlichen Endstelle des Isewangan Expressway in Nagoya und Mikkabi eröffnet. Am 28. Januar 2018 wurde die äußere Umgehungsstraße von Tokio, der Ken-Ō Expressway, mit dem Shin-Tōmei Expressway in Ebina, Kanagawa, verbunden. Am 7. März 2019 wurde der Shin-Tomei Expressway zwischen dem Atsugi Minami IC und dem Isehara JCT für den Verkehr freigegeben. Am 15. März 2020 wurde ein 3 km langer Abschnitt zwischen dem Isehara JCT und dem Isehara-Oyama IC für den Verkehr freigegeben. Am 10. April 2021 wurde der Abschnitt zwischen dem JCT Gotemba und dem IC Shin Gotemba für den Verkehr freigegeben. Am 16. April 2022 wurde ein 13 km langer Abschnitt zwischen dem IC Isehara-Oyama und dem IC Shin Hadano für den Verkehr freigegeben, während der 25 km lange Abschnitt zwischen dem IC Shin Gotemba und dem IC Shin Hadano noch im Bau ist.
| Präfektur Aichi | Präfektur Aichi | Präfektur Shizuoka | Präfektur Shizuoka | Präfektur Shizuoka | Präfektur Shizuoka | Präfektur Shizuoka | Präfektur Shizuoka | Präfektur Shizuoka | Präfektur Shizuoka | Präfektur Shizuoka | Präfektur Shizuoka | Präfektur Shizuoka | Präfektur Kanagawa | Präfektur Kanagawa | Präfektur Kanagawa | Präfektur Kanagawa |
| Toyota          | Shinshiro       | Hamamatsu          | Iwata              | Kakegawa           | Shimada            | Fujieda            | Shizuoka           | Fujinomiya         | Fuji               | Numazu             | Susono             | Gotemba            | Hadano             | Isehara            | Atsugi             | Ebina              |
| bis 2015        | bis 2015        | seit 2012          | seit 2012          | seit 2012          | seit 2012          | seit 2012          | seit 2012          | seit 2012          | seit 2012          | seit 2012          | seit 2012          | seit 2012          | bis 2020           | bis 2020           | bis 2020           | bis 2020           |

Durch den weiter landeinwärts gewählten Streckenverlauf soll die Shin-Tōmei-Autobahn weniger anfällig gegen mögliche Erdbeben und dadurch ausgelöste Tsunamis sein als die Tōmei-Autobahn, welche nach dem Tōhoku-Erdbeben 2011 teilweise gesperrt werden musste. Zur Kraftstoff-Verbrauchsoptimierung und für die Sicherheit wurde die maximale Steigung auf 2 % (Tōmei-Autobahn 5 %) begrenzt, sowie der minimale Kurvenradius im Vergleich zur Tōmei-Autobahn (300 m) auf 3.000 m erhöht. Auch die Tunnelbeleuchtungen und die Verkehrsüberwachung wurden gegenüber der Tōmei-Autobahn verbessert, die Zahl der Hubschraubernotlandeplätze beträgt 12 (Tōmei-Autobahn: 2).
Zur Realisierung in dem sehr bergigen Gebiet war es nötig, die Autobahn durch eine Vielzahl von Tunneln sowie über mehrere Brücken und Viadukte zu führen. Dabei galt es, neben dem Landschaftsbild auch die starke Erdbebengefährdung der Region zu berücksichtigen. Im Interesse der Wirtschaftlichkeit dieser nicht-staatlichen, mautpflichtigen Autobahn war Kosteneffizienz ein bedeutendes Kriterium. Hierfür kamen modernste Konstruktions- und Bautechniken zum Einsatz, wie zum Beispiel die Verwendung einer Extradosed-Brücke, Spannbeton-Hohlkasten-Brücken mit zusätzlichen schrägen Druckstreben zur Abstützung der auskragende Fahrbahnplatten sowie die Kombination von Spannbetonkonstruktionen mit stählernen Tragwerksstrukturen zur Minimierung des Eigengewichts. Die in der folgenden Tabelle aufgeführten acht Brücken wurden mit dem Tanaka Award der Japan Society of Civil Engineers (JSCE) für hervorragende Leistungen im Brückenbau ausgezeichnet.
| Brücke                                 | Lage                                            | Länge in m    | Ausführung                   | Tanaka Award |
| -------------------------------------- | ----------------------------------------------- | ------------- | ---------------------------- | ------------ |
| Miyakodagawa-Brücke                    | Hamamatsu 34° 50′ 50,2″ N, 137° 43′ 49,3″ O     | 268           | Extradosed-Brücke            | 2001         |
| Shibakawa-Viadukt                      | Fujinomiya 35° 9′ 20,3″ N, 138° 32′ 26,1″ O     | 461           | Spannbeton-Hohlkasten-Brücke | 2003         |
| Warashinagawa-Brücke                   | Shizuoka 34° 59′ 20,5″ N, 138° 17′ 51,3″ O      | 1055 / 813 1  | Balkenbrücke                 | 2003         |
| Fujikawa-Brücke                        | Fuji / Fujinomiya 35° 10′ 52″ N, 138° 36′ 38″ O | 365 / 381 1   | Spannbeton-Bogenbrücke       | 2004         |
| Katsurashima-Viadukt                   | Fujieda 34° 55′ 54,2″ N, 138° 16′ 31,2″ O       | 216           | Spannbeton-Hohlkasten-Brücke | 2005         |
| Uchimaki-Viadukt                       | Shizuoka 35° 1′ 10″ N, 138° 20′ 35,1″ O         | 1048 / 1024 1 | Spannbeton-Hohlkasten-Brücke | 2006         |
| Yamakiri-Viadukt No. 1                 | Shizuoka 35° 3′ 12,5″ N, 138° 28′ 59,7″ O       | 717 / 709 1   | Spannbeton-Hohlkasten-Brücke | 2007         |
| Sarutagawa-Brücke und Tomoegawa-Brücke | Shizuoka 35° 2′ 35,4″ N, 138° 23′ 50,6″ O       | 610 / 479 2   | Spannbeton-Fachwerkbrücke    | 2009         |

## Betrieb
In den ersten sechs Monaten nach der Eröffnung des 162 km langen Teilstücks verteilte sich das Verkehrsaufkommen in etwa zu gleichen Teilen auf die beiden parallel verlaufenden Tōmei-Autobahnen in diesem Bereich und nahm insgesamt um circa 16 % auf 84.800 Fahrzeuge pro Tag zu. Das Verkehrsaufkommen auf der älteren Tōmei-Autobahn konnte somit um 40 % auf 43.800 Fahrzeuge pro Tag gesenkt werden (73.300 Fahrzeuge pro Tag im gleichen Zeitraum 2011). Damit einhergehend kam es auf beiden Autobahnen insgesamt nur noch zu elf Staus von mehr als zehn Kilometern Länge, im Vergleich zu 148 auf der Tōmei-Autobahn im gleichen Zeitraum 2011. Die durchschnittliche Reisegeschwindigkeit nahm leicht zu, die Anzahl der Verkehrsunfälle um rund 10 % ab.